# Maria Eulàlia Solsona i Costa
Maria Eulàlia Solsona i Costa   (Verdú, 1956) és una expolítica i viticultora catalana, militant d'Unió Democràtica de Catalunya i alcaldessa de Verdú (Urgell) entre 1979 i 2003. De les 103 dones que van ser escollides batllesses en les primeres eleccions municipals espanyoles de la democràcia, va ser-ne l'única en revalidar el càrrec en 7 ocasions.

## Carrera política
Va ser una figura pionera en la política local catalana i una de les primeres dones a ser escollida alcaldessa després de la transició democràtica. El 1979, amb només 23 anys, va assumir l'alcaldia de Verdú i va mantenir-se en el càrrec durant gairebé un quart de segle. En aquest temps, va enfrontar-se al masclisme present en l'àmbit polític i també al món rural. Durant la seva trajectòria política, Solsona es va guanyar una reputació de persona tenaç i batalladora i va destacar per la seva habilitat de pacte amb l'oposició.
En les eleccions municipals de maig de 2003, Eulàlia Solsona es va presentar al capdavant d'Independents de Verdú, de l'entorn de Convergència i Unió i que va obtenir la majoria per només 4 vots. Durant la mateixa jornada electoral i en els dies següents, l'Agrupació Independents Nacionalistes i Progressistes va denunciar irregularitats en el recompte de les paperetes i també va haver-hi acusacions de compra de vots. La situació va desembocar en una moció de censura presentada per l'AINP cinc mesos després dels comicis. La moció va prosperar mercès a una regidora trànsfuga, Olga Roca, que va votar a favor de reemplaçar Solsona per Josep Riera. Tres anys més tard, un jutjat va condemnar un matrimoni de la localitat per haver ofert diners a canvi de votar la llista de Solsona.
Com la sentència no va comprovar la relació de l'exbatllessa amb els fets, Solsona va poder presentar-se amb Independents de Verdú en les municipals de 2007. Derrotada per primera vegada en 8 eleccions, va ser regidora de Verdú en l'oposició.

## Vida personal
Abans de entrar en política, Eulàlia Solsona va obtenir la llicenciatura en Turisme, malgrat mai va treballar en aquest ram. Després de la seva etapa a la batllia, ha continuat amb la seva activitat en l’àmbit agrícola, gestionant l'explotació vinícola que la seva família té al poble. A començaments de la dècada del 2010, va superar un càncer.